# Donji Vukojevac
Donji Vukojevac – wieś w Chorwacji, w żupanii sisacko-moslawińskiej, w gminie Lekenik. W 2011 roku liczyła 499 mieszkańców.